# الباندی
الباندی (به اسپانیایی: Albandi) یک منطقهٔ مسکونی در اسپانیا است که در آستوریاس واقع شده‌است.